# George Maurits van Saksen-Altenburg

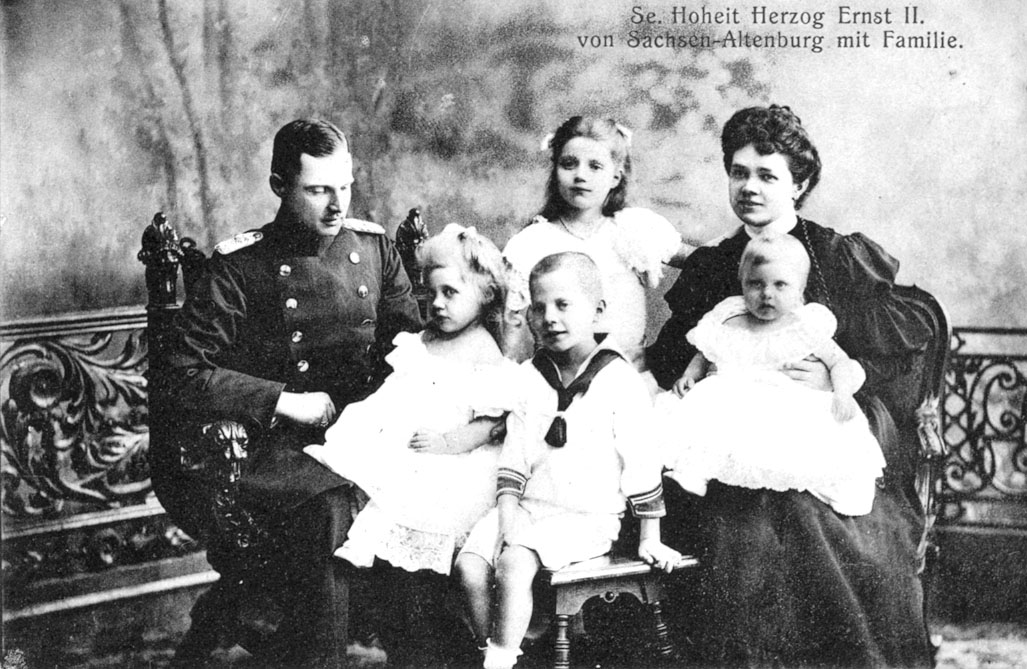
George Maurits, zittend in matrozenpak, met zijn ouders, twee zussen en jongere broertje

George Maurits van Saksen-Altenburg (Potsdam, 13 mei 1900 - Rendsburg, 3 februari 1991) was de laatste erfprins van Saksen-Altenburg.
Hij was het tweede kind en de oudste zoon van de laatste hertog van Saksen-Altenburg, Ernst II en Adelheid van Schaumburg-Lippe, een dochter van Willem Karel van Schaumburg-Lippe en Bathildis van Anhalt-Dessau. Hij werd geboren in Potsdam, waar zijn vader diende bij het Eerste Garderegiment te voet.
Toen George Maurits zeven jaar oud was overleed eerst zijn grootvader, Maurits en daarna diens broer, hertog Ernst I, waardoor zijn vader moest opvolgen als regeringsleider. Het gezin verhuisde naar Altenburg, waar George Maurits tot zijn dertiende zou blijven. In 1913 ging hij naar Dresden om aldaar het gymnasium te volgen. In 1918 stortte alle Duitse monarchieën in, en kwam er een einde aan het erfprinschap van George Maurits.
George werd al op jonge leeftijd een aanhanger van de antroposofie. Na zijn middelbareschooltijd diende hij korte tijd in het leger, om zich daarna op Slot Hamborn (bij Paderborn) toe te leggen op het uitdragen van de antroposofische leer. Op zijn slot begon hij een op antroposofische leest geschoeide school voor kinderen met een verstandelijke beperking. Tijdens het Nationaalsocialisme kwam deze voorziening onder grote druk te staan, omdat de nazi's de antroposofie afwezen. In 1941 werd de school, op last van het regime, gesloten. George Maurits, en de directeur van zijn school werden negen maanden geïnterneerd. Na de Tweede Wereldoorlog hervatte George Maurits zijn werk in het slot. Hij zou dat zijn hele leven blijven doen. Zelf woonde hij in een bescheiden woning op het terrein van het slot. George Maurits trouwde evenmin als zijn jongere broer. Met hun beider dood was het huis Saksen-Altenburg uitgestorven.